# Irena Popiołek-Rodzińska
Irena Popiołek-Rodzińska (ur. 1939) – polska malarka, profesor zwyczajny Instytutu Sztuk Pięknych Wydziału Pedagogicznego i Artystycznego  Uniwersytetu Rzeszowskiego i Instytutu Nauk o Wychowaniu, oraz Katedry Edukacji Artystycznej Wydziału Pedagogicznego Wyższej Szkoły Filozoficznej i Pedagogicznej "Ignatianum" w Krakowie.

## Życiorys
Odbyła studia w Akademii Sztuk Pięknych im. Jana Matejki w Krakowie, natomiast 10 maja 1995 nadano jej tytuł naukowy profesora w zakresie sztuk plastycznych.
Pracowała w Instytucie Sztuki na Wydziale Pedagogicznym Akademii Pedagogicznej  im. KEN w Krakowie, a potem otrzymała nominację na profesora zwyczajnego Instytutu Sztuk Pięknych Wydziału Pedagogicznego i Artystycznego  Uniwersytetu Rzeszowskiego, oraz Instytutu Nauk o Wychowaniu i Katedry Edukacji Artystycznej na Wydziale Pedagogicznym Wyższej Szkoły Filozoficznej i Pedagogicznej "Ignatianum" w Krakowie.